# Öt éjjel Freddy pizzázójában
Az Öt éjjel Freddy pizzázójában (eredeti cím: Five Nights at Freddy's) 2023-ban bemutatott amerikai horrorfilm, amelyet Emma Tammi rendezett, a 2014-es Five Nights at Freddy’s című videójátéksorozat alapján. A főbb szerepekben Josh Hutcherson, Elizabeth Lail, Piper Rubio és Matthew Lillard látható.
Az Amerikai Egyesült Államokban 2023. október 27-én, míg Magyarországon 2023. november 2-án mutatták be a mozikban.

## Cselekmény
Az elhagyatott Freddy Fazbear pizzériában egy éjszakai biztonsági őr megpróbál elmenekülni egy láthatatlan dolog elől, de az elkapja és egy kínzóeszközhöz köti, amely megöli őt.
Mike Schmidt-et, egy bevásárlóközpont biztonsági őrét kirúgják, miután megver egy gyerekrablónak hitt apát. Mike karrier tanácsadója, Steve Raglan állást ajánl neki éjszakai őrként a Freddy Fazbear pizzériájában. Mike vonakodva elfogadja a munkát, miután a gyámhatóság megfenyegeti, elveszik tőle kisebbik testvérét, Abby-t és távoli nagynénje, Jane lesz a gyámja (akinek a gyerek utána járó pénzre fáj a foga).
Az első éjszakán Mike elalszik, és kisöccséről, Garrett-ről álmodik: Garrett elrablásának gyerekként szemtanúja volt. Találkozik öt olyan gyerekkel, akik szemtanúi voltak a bűncselekménynek, de elfutnak, amikor közeledik hozzájuk. A második éjszakán Mike találkozik Vanessa Shelly rendőrnővel, aki elmagyarázza, hogy a pizzéria az 1980-as években zárt be, miután ott öt gyereket meggyilkoltak. A gyanúsítottat és az áldozatok holttestét sosem találták meg.
Jane felbérel egy bajkeverő bandát az étterem megrongálására. Ezzel Mike-t próbálják kirúgatni munkahelyéről, hogy Jane megszerezhesse Abby felügyeletének jogát. A banda betör, miután Mike távozott, de az étterem animatronikus kabalái, Freddy Fazbear, Bonnie, Chica, Foxy és Mr. Cupcake életre kelnek és lemészárolják az egész csapatot. Mivel a banda tagjai közt meghalt Abby bébiszittere, Max is, Mike magával viszi Abby-t is a következő műszakra.
A harmadik éjszakán a kabalák összebarátkoznak Abby-vel. Mike felfedezi, hogy a különös lényeket valójában az eltűnt gyerekek szellemei szállták meg. Az egyik gyerek folyamatosan megemlít Mike-nak egy "sárga nyulat". A negyedik éjszakán Abby véletlenül megsérül, miután segített a kabaláknak egy erődöt építeni székekből és asztalokból. Az ötödik éjszakán Mike ráveszi Janet, vigyázzon ő Abby-re, aminek Abby nem örül. A gyerekek újra megjelennek Mike álmában és azt mondják neki, hogy örökre együtt maradhat Garrett-tel, cserébe Abbyért. Mike először elfogadja az ajánlatot, de amikor meggondolja magát, Foxy megtámadja és a kínzóeszközhöz kötözi, amiből a férfi kiszabadul. Közben a gyerekek vezetőjének lelke egy sárga Freddy jelmezt megszállva megöli Jane-t és visszaviszi Abby-t az étterembe.
Vanessa ellátja Mike sérüléseit és elárulja neki: ő William Afton lánya, azé a sorozatgyilkosé, aki elrabolta és megölte az öt gyereket, köztük Garrett-et is. A testüket az animatronokba rejtette, mert a rendőrség sosem fogja azokat átkutatni, illetve a lelküket így ő uralja. Mike visszasiet az étterembe és megmenti Abby-t. Hirtelen feltűnik Steve Raglan a sárga nyúl jelmezben, akiről kiderül, ő William Afton.
Mivel tudja, az animatronok szeretik a rajzokat, Abby rajzol egy képet arról, ahogyan William megölte a gyerekeket. Ezzel megszabadítja őket a befolyásától, ráébresztve a lelkeket az igazságra. Vanessa megpróbálja megállítani apját, de William leszúrja. Amikor az animatronikok meglátják Abby rajzát, William ellen fordulnak. Mr. Cupcake letép egy darabot William ruhájából, ami beindítja annak belső rugózatát, halálosan megsebesítve őt. Az animatronok elvonszolják Williamet, miközben Mike és Abby kiviszik Vanessát az étteremből, aki később kómába esik és kórházba kerül. Röviddel ezután Mike és Abby kibékülnek és folytatják a normális életüket.

## Szereplők
| Szereplő                     | Színész                   | Magyar hang         | Leírás |
| ---------------------------- | ------------------------- | ------------------- | --- |
| Michael "Mike" Schmidt       | Josh Hutcherson           | Szatory Dávid       | Bajba került biztonsági őr, aki a Freddy Fazbear's Pizza Place új biztonsági őre lesz                                                                     |
| Michael "Mike" Schmidt       | Wyatt Parker (gyerekként) | Vizler Deján        | Bajba került biztonsági őr, aki a Freddy Fazbear's Pizza Place új biztonsági őre lesz                                                                     |
| Abby Schmidt                 | Piper Rubio               | Fehérvári Júlia     | Mike húga, akit a fiú magával visz az éjszakai műszakba                                                                                                   |
| Vanessa (Afton) Shelly       | Elizabeth Lail            | Ágoston Katalin     | Rendőrnő, William Afton lánya, aki a Freddy Fazbear's-ben történt gyerekeltűnések után nyomoz                                                             |
| Jane néni                    | Mary Stuart Masterson     | Spilák Klára        | Mike és Abby elhidegült nagynénje |
| William Afton / Steve Raglan | Matthew Lillard           | Csőre Gábor         | A Fazbear Entertaiment társalapítója, Vanessa édesapja. Öt gyermeket gyilkolt meg és holttestüket elhelyezte a Freddy Fazbear étterem kabaláinak testébe. |
| Maxine                       | Kat Conner Sterling       | Horgas Ráhel        | Abby bébiszittere |
| Jeff                         | David Lind                | Rada Bálint         | Bandatag |
| Hank                         | Christian Strokes         | Hannus Zoltán       | Bandatag |
| Carl                         | Joseph Poliquin           | Sinkó Márió         | Bandatag |
| A szőke fiú                  | Grant Feely               | Kovács András Bátor | A szőke fiú, akit Mike lát álmaiban |
| Dr. Lillian                  | Tadasay Young             | Nádasi Veronika     | Orvos |
| Doug                         | Michael P. Sullivan       | Csuha Lajos         | Jane ügyvédje |
| Garrett Schmidt              | Lucas Grant               | Sándor Dávid        | Mike és Abby kisöccse |
| Jeremiah                     | Theodus Crane             | Gémes Antos         | Biztonsági őr a plázában, Mike legjobb barátja |
| Pincér                       | MatPat                    | Fáncsik Roland      | Pincér, aki reggelit kínál a betörő bandának |
| Taxis                        | CoryxKenshin              | Konfár Erik         | Taxisofőr, aki visszaviszi Abbyt és Golden Freddy-t az étterembe                                                                                          |
| Mike édesanyja               | Jessica Blackmore         | Sipos Eszter Anna   | Mike, Abby és Garrett édesanyja |
| Mike apja                    | Garrett Hines             | Rajkai Zoltán       | Mike, Abby és Garrett édesapja |
| Biztonsági őr                | Ryan Reinike              | Kapácsy Miklós      | Biztonsági őr, aki a film elején hal meg |
| Cindy                        | Julia Belanova            | Csarkó Bettina      | |
| Rémült fiú                   | Xander Mateo              | Endrődy Regő        | |
| Kim                          | Bailey Winston            | Jeney Luca          | |
| Gyógyszerész                 | Gralen Bryant Banks       | Forgács Gábor       | Gyógyszerész, aki altatókat ad el Mike-nak |
| Szociális munkás             | Victoria Patenaude        | Halász Aranka       | |

### Magyar változat
- Főcím: Welker Gábor
- Magyar szöveg: Speier Dávid
- Felvevő hangmérnök: Gábor Dániel
- Vágó: Sári-Szemerédi Gabriella
- Gyártásvezető: Gelencsér Adrienne
- Szinkronrendező: Majoros Eszter
- Produkciós vezető: Hagen Péter

A szinkront a Mafilm Audio Kft. készítette. Forgalomba hozza: a UIP-Dunafilm.

## A film készítése
2015 áprilisában a Warner Bros. Pictures bejelentette, hogy megvásárolta a Five Nights at Freddy's videojáték-franchise filmes jogait, és Roy Lee, David Katzenberg és Seth Grahame-Smith lesznek a producerek. Grahame-Smith kijelentette, hogy a franchise alkotójával, Scott Cawthonnal fognak együttműködni, hogy "egy őrült, félelmetes és furcsán imádnivaló filmet készítsenek". 2015 júliusában Gil Kenan leszerződött a film rendezésére, amelyet Tyler Burton Smith-szel közösen írt forgatókönyvből készít.
2017 márciusában Cawthon twitteren jelentette be, hogy a Blumhouse Productions lesz a film új produkciós cége, miután a Warner Bros. Pictures leállította a projektet. 2017 májusában Jason Blum producer azt mondta, hogy izgatott és szorosan együtt dolgozik Cawthonnal a filmen. 2017 júniusában Kenan azt mondta, hogy már nem ő rendezi a filmet.
2018 februárjában bejelentették, hogy Chris Columbus váltja Kenant a rendezői és forgatókönyvírói poszton, emellett Blum és Cawthon mellett ő lesz a film producere is. 2018 augusztusában Cawthon elárulta, hogy elkészült a film forgatókönyvének első vázlata, amelyet a Five Nights at Freddy's regénytrilógia társszerzőjével, Kira Breed-Wrisley-vel írt, és a sorozat első játékának eseményeit fogja tartalmazni. Ugyanebben a hónapban Blum azt írta a Twitteren, hogy a film 2020-as bemutatót céloz meg. Novemberben Cawthon bejelentette, hogy a forgatókönyvet elvetette, annak ellenére, hogy Columbus és Blum kedvelte, mivel "volt egy másik ötlete [a történethez], ami jobban tetszett". Ez hozzájárult a film további késéséhez, amiért Cawthon teljes felelősséget vállalt.
2021 szeptemberében Blum bejelentette, hogy Columbus már nem vesz részt a projektben, de a film még mindig aktív fejlesztés alatt áll. 2022 októberében bejelentették, hogy Emma Tammi lesz Columbus helyettese a rendezői székben, emellett Cawthon és Seth Cuddeback mellett ő írta a forgatókönyvet is.

### Forgatás
Az első forgatás eredetileg 2021 márciusában kezdődött volna. A forgatókönyvvel kapcsolatos problémák miatt azonban a forgatás késett. 2023. február 1-jén kezdődött a forgatás New Orleansban és 2023. április 3-án fejeződött be.